# 무사 트라오레

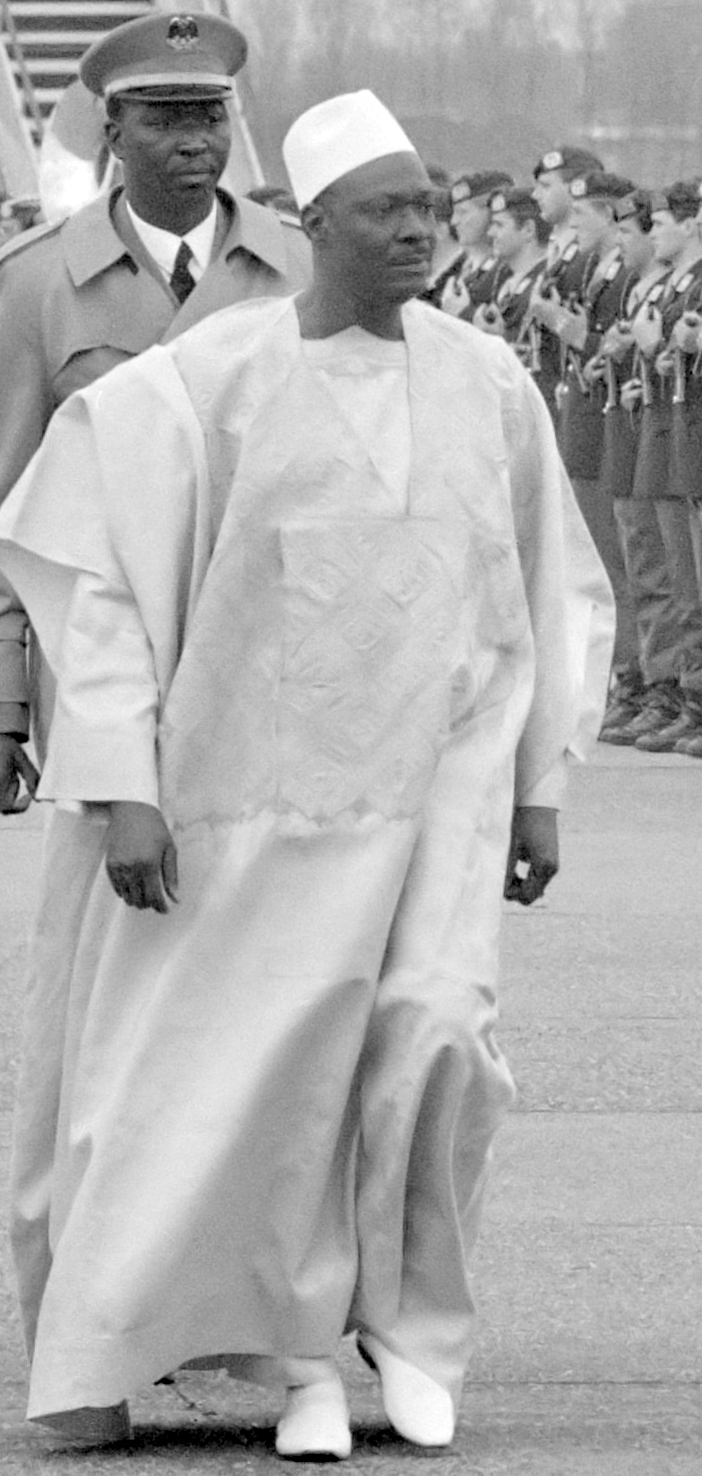

무사 트라오레(Moussa Traoré, 1936년 10월 25일~2020년 9월 15일)는 말리의 정치인이다. 국민해방군사위원회 의장, 국가 원수, 대통령을 위임했었다.

## 어린 시절
1936년 10월 15일에 출생해 말리 학교를 졸업했다.

## 말리의 철권 통치자(1968~1991년)
1968년 그는 모디보 케이타를 축출하고 대통령이 되었다. 이후 1991년까지 말리를 강하게 통치했다.

## 역대 선거 결과
| 선거명      | 직책명        | 대수 | 정당             | 득표율  | 득표수      | 결과 | 당락 |
| ----------- | ------------- | ---- | ---------------- | ------- | ----------- | ---- | ---- |
| 1979년 선거 | 말리의 대통령 | 2대  | 말리인민민주동맹 | 100.00% | 3,298,477표 | 1위  |      |
| 1985년 선거 | 말리의 대통령 | 2대  | 말리인민민주동맹 | 100.00% | -표         | 1위  |      |